# Vladimir Bartol
Vladimir Bartol [Vládimir Bártol] (24. února 1903 Terst – 12. září 1967 Lublaň) byl slovinský spisovatel, dramatik, esejista a publicista. Jeho nejznámější dílem je kniha Alamut, která vyšla v roce 1938 a od té doby byla přeložena do několika cizích jazyků.

## Životopis
Narodil se jako třetí dítě v městské rodině otci Gregou Bartolovi, poštovnímu zaměstnanci, a Marici Bartol-Nadliškové, která byla povoláním učitelka, ale také se zabývala psaním. Rodiče mu poskytli výborné vzdělání, protože matka ho seznámila s malováním, zatímco mu otec vysvětloval biologii. Ve své autobiografii se popsal jako přehnaně vnímavé dítě, které se sám sobě zdálo jako jiné dítě s bohatou představivostí. Zajímal se o různé věci, nejradši měl biologii, fyziologii, psychologii, umění a samozřejmě literaturu a také divadlo. Jako znalec také sbíral a zkoumal motýly.
Navštěvoval školu v Terstu a dokončil ji v Lublani. Poté se zapsal na univerzitu a studoval biologii a filozofii. Nadchnul se zvláště dílem Sigmunda Freuda. Studium úspěšně ukončil roku 1925 a pokračoval ve studiu na Sorboně v Paříži v letech 1926–1927. V roce 1928 sloužil v armádě v Petrovaradinu v Srbsku. Od roku 1933 do 1934 bydlel v Bělehradu, kde řídil noviny. Poté se vrátil do Lublaně, kde žil jako svobodný umělec do roku 1941. Po druhé světové válce nejprve pracoval jako tajemník Slovinského národního divadla (Slovensko narodno gledališče) v Lublani, poté odjel zpět do Terstu, kde se živil jako kulturní pracovník. V roce 1956 se vrátil zpět do Slovinska, zde se stal zaměstnancem Slovinské akademie věd a umění (Slovenska akademija znanosti in umetnosti). V této organizaci pracoval až do své smrti 12. září 1967.

## Dílo
V dílech můžeme vidět vliv Friedricha Nietzscheho, kromě něj také expresionismu a psychoanalýzy. Proto v jeho dílech sledujeme psychologické a filosofické idey, které nejvíce mluví o vůli, síle, pravdě a zklamání, manipulaci s lidmi a poznání kosmolitního, intelektuálního principu. Protože psal za doby sociálního realismu, jeho témata nejsou tak výrazná. Uplatnily se především v 80. letech 20. století. V minulosti se stal nejznámější román Almut, který popisuje situaci, jež je velmi podobná dnešní situaci na Blízkém východě.

### Vybraná díla
- Lopez (1932, drama)
- Al Araf (1935, sbírka krátkých novel)
- Alamut (1938, román, překlad do češtiny 1946)
- Empedokles (1945)
- Tržaške humoreske (1957, sbírka krátkých novel)
- Čudež na vasi (1984, román)
- Don Lorenzo (1985, novela)
- Med idilo in grozo (1988, výběr novel)
- Zakrinkani trubadur (1993, výběr esejů)
- Mladost pri Svetem Ivanu (2001, autobiografie)